# 朝阳街道 (西宁市)
朝阳街道，是中华人民共和国青海省西宁市城北区下辖的一个乡镇级行政单位。

## 行政区划
朝阳街道下辖以下地区：
朝阳社区、山川社区、北川河东路社区、祁连路西社区、北山社区、北园村、朝阳村、祁家城村、寺台子村和新民村。